# Turbinlok

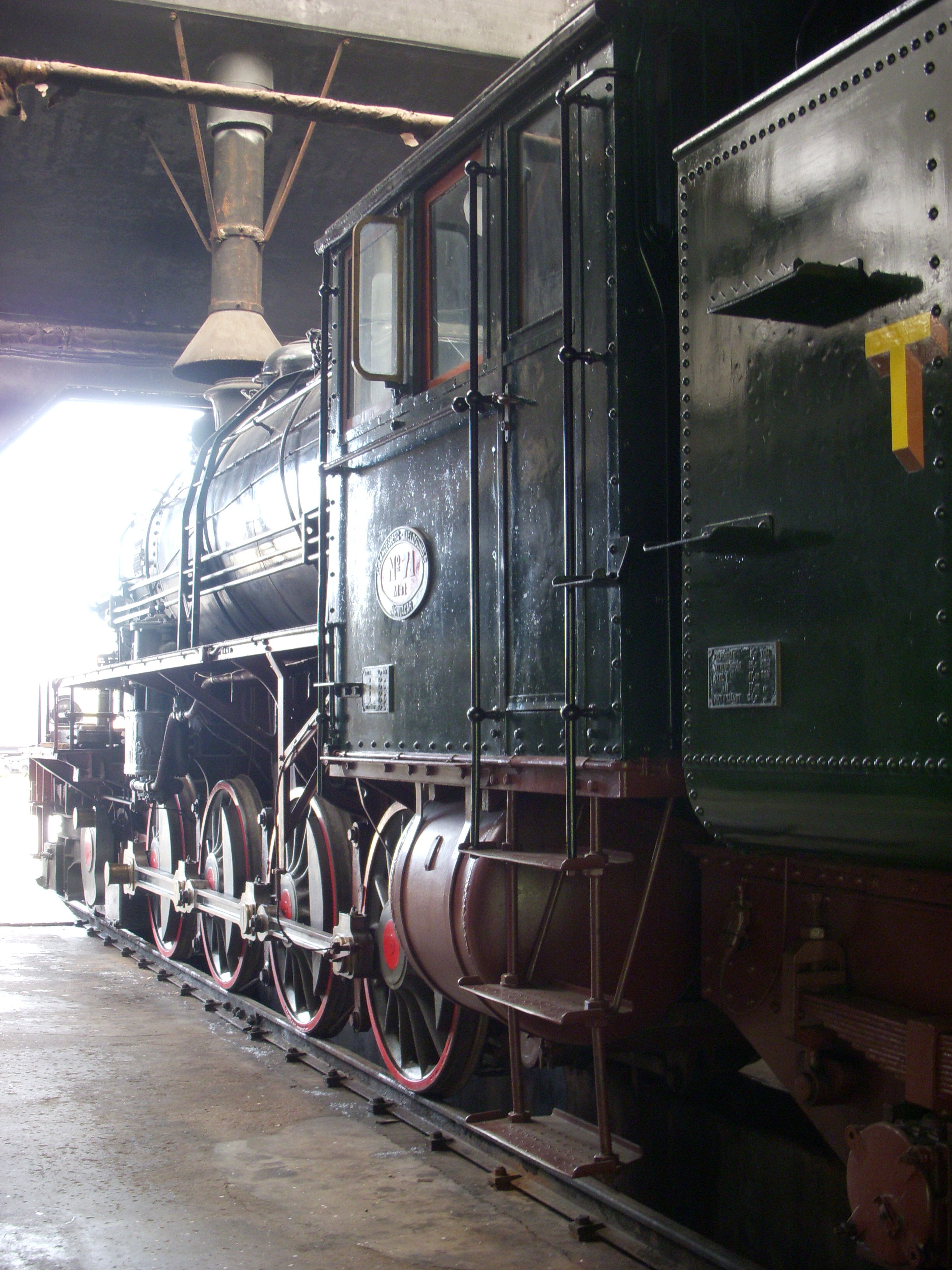
Ljungströmsloket M3t nr 71 i Lokmuseet Grängesberg

Ett turbinlok är ett lok som drivs med en ångturbin eller gasturbin.

## Teknik
Turbinloken var försök, mest kring mellan 1920 och 1950, att förbättra ånglokens effektivitet. Man använde en ångpanna för att generera ånga och som motor en ångturbin. Turbinens höga varvtal växlades ned så att man kunde använda koppelstänger eller direktväxlar på drivaxlarna. Fördelar var att man nådde högre hastigheter (man slapp vevstakarnas obalanser) och fick ett jämnare vridmoment. Ånglokens kolvar med koppelstänger gav ju ett sinusformat vridmoment, som gjorde att hjulen slirade. Nackdelar var att en turbin ej kan byta rotationsriktning och att verkningsgraden blev dålig vid lägre farter. Omgivningstrycket vid utblåsningen bör vara nära vakuum. Att åstadkomma detta skulle kräva en stor och tung ytkondensor.

## Historik
Turbinloken kom egentligen för sent och var redan utkonkurrerade av diesellok och ellok. Försök gjordes även med gasturbiner. Gasturbiner fungerar som en jetmotor där luft komprimeras och bränsle sedan sprutas in så att turbinen drevs av rökgaserna. Man testade även att låta turbinen driva en generator som i sin tur drev elektriska traktionsmotorer.
Världens enda fungerande turbinlokomotiv finns i Lokmuseet i Grängesberg: Ljungströmsloket M3t nr 71, tillverkat 1930 av Nydqvist & Holm AB   utefter Fredrik Ljungströms teknologi. Det renoverades av Lokmuseet till Statens Järnvägars 125-årsjubileum i juni 1981.

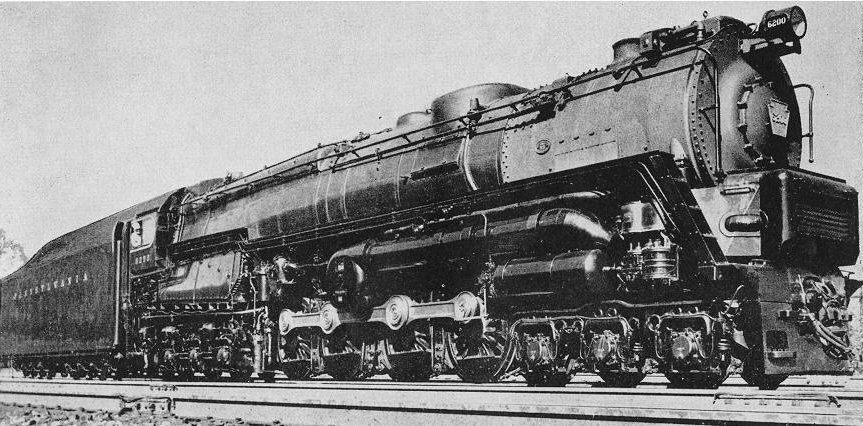
Turbinlok med turbinen under ångpannans front